# José Silveira Cañizares
José Silveira Cañizares, (Helechosa de los Montes, 1938-Vigo, 5 de octubre de 2023) fue un empresario español del sector de la Marina Mercante.

## Formación
De padre gallego, nació en Extremadura pero estudió bachillerato en Toledo y Náutica en La Coruña, en la especialidad de máquinas. Al finalizar la carrera, comenzó a trabajar como jefe de máquinas en algunos de los buques pesqueros de Pescanova. A principios de la década de 1970 comienza a invertir en el sector inmobiliario, y en 1974 funda Remolcanosa, la primera empresa del sector de salvamento marítimo en Galicia y en España.

## Como empresario naviero
La primera expansión de la empresa fue la compra de la naviera portuguesa Tinita, que transforma en Remolcanosa Portugal. En 1997 adquiere la empresa pública española Elcano, la mayor naviera del estado en aquella época, dedicada fundamentalmente al transporte de petróleo y derivados a granel. La empresa es renombrada como Empresa Naviera Elcano, que pasa a integrarse al grupo empresarial Nosa Terra XXI. Posteriormente adquiere la naviera brasileña Docenave, que pasa a llamarse Elcano Brasil (año 2001), y además también se crea Elcano Argentina.
En el año 1997 entra en el negocio de la sanidad con la compra del hospital Policlínico de Vigo S.A. (POVISA), el mayor hospital privado de España. En 2002 también adquiere el sanatorio compostelano de Nuestra Señora de la Esperanza.
También fue vicepresidente de la Cámara de Comercio de Vigo y vicepresidente de la aseguradora Aegón España.

## Reconocimientos
- Vigués distinguido en 2017.[7][8]
- Medalla de oro del Club Financiero de Vigo.
- Medalla de oro de la Marina Mercante en 2014.[9]
- Medalla de Plata de Galicia en 2002.